# Кривая Брэгга

Кривая Брэгга на примере альфа-частиц в воздухе с энергией 5.49 МэВ.

Кривая Брэгга для пучка протонов (монохроматического и "модифицированного" — с искусственно введённым разбросом энергий) в сравнении с фотонами.

Кривая Брэгга — график зависимости потери энергии частицы от глубины проникновения в вещество. Для альфа-частиц и других ионов кривая имеет выраженный пик незадолго до остановки частицы. Этот пик принято называть пиком Брэгга. Эти данные были получены в 1903 году Уильямом Брэггом на примере альфа-распада.
Кривая отражает динамику взаимодействия частицы с веществом. Основные потери энергии связаны с ионизацией заряженной частицей атомов вещества, сечение этого процесса растёт с падением энергии, вследствие чего основную часть энергии частица теряет перед моментом остановки. Это обстоятельство используется в протонной терапии, для того чтобы сосредоточить основную дозу в поражённой ткани внутренних органов, минимально облучая здоровые клетки, расположенные ближе к поверхности.